# Superlar
Superlar é uma loja brasileira de departamentos da cidade do Rio de Janeiro. Possui a matriz no bairro de Campo Grande e três filiais: Calçadão de Campo Grande, West Shopping Rio e Bangu. Foi fundada em 1988.